# Juan Páez Centella
Juan Páez Centella (Zarza la Mayor, Cáceres, 26 de diciembre de 1751 – Oviedo, 13 de junio de 1814) fue un compositor y maestro de capilla español.

## Biografía
Por sus progresos en música y composición en el Colegio de Seises de San Isidoro de Sevilla, fue nombrado  en 1774  maestro de seises y regente de la cátedra de canto llano de la iglesia metropolitana de Sevilla, pero como para desempeñar estos cargos era obligatorio de ordenarse sacerdote, Páez Centella, que no sentía vocación por la carrera eclesiástica, abandonó Sevilla para trasladarse a Madrid.
Al poco tiempo de su llegada a la corte solicitó la plaza del magisterio de Oviedo, entonces vacante. Ante los méritos del solicitante, el ministro Pedro Rodríguez de Campomanes lo recomendó al capítulo ovetense, que lo admitió. En el ejercicio de este nuevo cargo demostró las grandes dotes pedagógicas que Páez poseía. Reformó la enseñanza del solfeo, desdeñando antiguas metodologías, lo que le ocasionó algunos disgustos con los reacios a cualquier innovación.
En todas sus composiciones revela una sencillez encantadora y gran conocimiento de la armonía.
Sus obras tienden principalmente a mover a devoción, procurando dar al texto sagrado la mayor expresión posible. Páez evita el empleo de adornos en la instrumentación, con que procura lucir sus talentos otros compositores de música religiosa. 
Entre sus obras litúrgicas se citan la Misa nombrada de rezos, algunos himnos de vísperas y maitines de Navidad , como el Venite adoremos, los pastores, los motetes de Adviento y Cuaresma, y el Pro quarumque necesítate; un responsorio final de difuntos, el Christus factus est pro nobis de los maitines de Semana Santa, etc.
No todas las obras de Páez fueron de carácter religioso. Junto con José Ferrer Beltrán compuso el drama musical Premio a la Sabiduría, para celebrar el nombramiento de Jovellanos como Ministro de Gracia y Justicia. La obra fue estrenada en Oviedo 13 de mayo de 1789.